# Aleksander Jabłoński
Aleksander Jabłoński (Woskresenówka, 26 febbraio 1898 – Skierniewice, 9 settembre 1980) è stato un fisico polacco e membro dell'Accademia Polacca delle Scienze.
È conosciuto per il diagramma di Jablonski.

## Biografia
Durante la prima guerra mondiale presta servizio militare sul fronte orientale. Concluso il conflitto, si trasferisce a Varsavia per studiare violino presso il conservatorio della città, avendo come insegnante Stanisław Barcewicz. 
Abbandona presto lo studio della musica per dedicarsi alla scienza. Nel 1930 si laurea presso l'Università di Varsavia, trasferendosi in seguito a Berlino come borsista alla Humboldt-Universität zu Berlin.